# Jan Juda
Jan Henryk Juda (ur. 10 lipca 1918 w Sosnowcu, zm. 1 listopada 2003 w Warszawie) – polski inżynier, profesor Politechniki Warszawskiej, twórca szkoły ochrony powietrza w Polsce, naukowiec i dydaktyk.

## Życiorys
Młodość
Zagłębiak urodzony w Sosnowcu, w rodzinie nauczycielskiej o silnych tradycjach niepodległościowych. Jego ojciec, Józef Juda (ur. 10 maja 1893, zm. 7 marca 1971), był profesorem matematyki w liceach i gimnazjach Zagłębia, w czasie wojny brał udział w tajnym nauczaniu. Jan Juda ukończył Gimnazjum im. Stanisława Staszica w Sosnowcu, gdzie należał do drużyny harcerskiej Błękitna Dwójka.
W 1936 zdał konkursowy egzamin na Wydział Mechaniczny Politechniki Warszawskiej. 13 marca 1939 uzyskał świadectwo I egzaminu dyplomowego i w wyniku konkursu dostał się na Oddział Lotniczy PW.
Okres wojenny
Studia Jana Judy przerwała wojna, której wybuch zastał go na terenach Zagłębia, wcielonych wraz z Górnym Śląskiem do III Rzeszy. W czasie wojny rodzinną kamienicę w Sosnowcu zajęli Niemcy, a profesorostwo Judowie (Józef i Stefania) zostali wysiedleni do wsi Niwka. Rodzina poniosła dotkliwe straty, m.in. młodszy brat Jana, Zbigniew Andrzej ("Jędrek"), kapral podchorąży, żołnierz 7. pac Armii „Poznań” poległ we wrześniu 1939 w bitwie nad Bzurą, a jego wuj Marian Skibiński (brat Stefanii), oficer polskiego wywiadu, później nadkomisarz Straży Granicznej II RP, kawaler orderu Orderu Virtuti Militari (nr 7887), był więziony przez NKWD w Ostaszkowie i zamordowany wiosną 1940 w Twerze jako jedna z ofiar zbrodni katyńskiej.
W czasie wojny działał w konspiracji, a zatrudniony był jako technik ruchu w Hucie Zawiercie. W pierwszej połowie 1943 został żołnierzem Polski Podziemnej (ps. „Barski”), w oddziale partyzanckim kapitana Stanisława Wencla (ps. „Twardy”). Oddział ten wywodził się z GL PPS-WRN, a następnie wcielony został do Okręgu Śląskiego AK, jako oddział dywersyjny krypt. „Surowiec”. W lutym 1944 ugrupowanie „Twardego” stało się oddziałem leśnym, jako 1. kompania Oddziału Rozpoznawczego 23. Śląskiej Dywizji Piechoty Armii Krajowej. Oddział działał w lasach olkuskich i myszkowskich, na pograniczu Generalnego Gubernatorstwa i III Rzeszy (okolice Olkusza i Zawiercia), a Jan Juda często przekraczał granicę, posługując się w GG kenkartą na nazwisko Henryk Jankowski.
Po wojnie pracował na Ziemiach Odzyskanych, należał w tym czasie do Stowarzyszenia Kupców Polskich. W latach 1946–1951 kontynuował przerwane studia w Krakowie, na Wydziale Komunikacji Akademii Górniczo-Hutniczej. W tym czasie pracował równocześnie jako nauczyciel w Państwowej Szkole Przemysłowej w Sosnowcu, uzyskując dyplom nauczyciela (termodynamiki, silników spalinowych i maszynoznawstwa). W 1951 uzyskał na AGH tytuł inżyniera mechanika i magistra nauk technicznych w zakresie pojazdów mechanicznych ze specjalnością silniki samochodowe.
Kariera naukowa
W 1952 powrócił jako aspirant (stypendium aspirantury krajowej przyznane przez Ministerstwo Szkolnictwa Wyższego, 19 lutego 1952) na Politechnikę Warszawską, z którą pozostał związany przez następne 50 lat. W 1955 rada wydziału Mechanicznego Konstrukcyjnego PW nadała mu stopień naukowy kandydata nauk technicznych. Pracę kandydacką pt. „Podstawy napędu dwupaliwowego” napisał pod opieką promotorską prof. Bohdana Stefanowskiego.
Po doktoracie rozpoczął pionierskie w Polsce prace w zakresie miernictwa pyłów. W latach 1955–1962 pracował na PW w Katedrze Teorii Maszyn Cieplnych na Wydziale Mechaniczno-Konstrukcyjnym [Energetyki i Lotnictwa], na stanowisku adiunkta (1955–1960). W latach 1957–1958 i 1959 odbył staże naukowe w Staubforschungsinstitut w Bonn i w Silikose-Forschungs-Institut w Bochum. W 1958 na podstawie pracy habilitacyjnej pt. „Mikroskopowe analizy mineralogiczne drobnych pyłów metodą wariancji λ w kontraście fazowym” uzyskał stopień naukowy doktora habilitowanego. W latach 1960–1962 pracował na PW na stanowisku docenta. W 1960 przebywał na stażu naukowym w Institut National de Recherche Chimique Applignée w Paryżu, a w 1962 na stażu w Instituut voor Gezondheidstechniek w Hadze. W 1962 został kierownikiem stworzonej przez siebie Pracowni Konimetrii w Zakładzie Termoenergetyki PAN. Pracownia ta przeniesiona została jako Pracownia Konimetrii i Mechaniki Aerozoli (KiMA) do Zakładu Badań Naukowych GOP PAN w Zabrzu (z siedzibą w Warszawie, 1962–1970). Wyposażona w nowoczesną aparaturę pomiarową w połączeniu z klasycznym wyposażeniem laboratoryjnym – stała się pierwszą i najlepiej wyposażoną wówczas placówką miernictwa pyłów w Polsce. W latach 1986–1994 pełnił funkcję przewodniczącego rady naukowej Instytutu Ochrony Środowiska.
W 1970 pracownia powróciła na PW do nowego Instytutu Inżynierii Środowiska na Wydziale Inżynierii Sanitarnej i Wodnej (aktualnie Wydział Instalacji Budowlanych, Hydrotechniki i Inżynierii Środowiska Politechniki Warszawskiej), tworząc Zakład Ochrony Atmosfery, którym Jan Juda kierował do 1992. Był także zastępcą dyrektora Instytutu Inżynierii Środowiska (1970–1978). Na emeryturze pozostał związany z macierzystą uczelnią, prowadząc autorskie wykłady do 2001. Został pochowany na Cmentarzu Powązkowskim w Warszawie (kwatera 281-2-6).

## Osiągnięcia i stanowiska naukowe
Jego osiągnięcia naukowe związane są z badaniami nad identyfikacją mineralogiczną drobnych pyłów, optymalizacją struktur wielowarstwowych filtrów włókninowych, metodyką i organizacją pomiarów zanieczyszczeń powietrza, modelowaniem rozprzestrzeniania się zanieczyszczeń powietrza oraz modelowaniem zintegrowanym rachunku strat i zysków w ochronie powietrza. Wspólnie z zespołem opracowywał wielokrotnie diagnozy i prognozy zanieczyszczenia powietrza w Polsce wraz ze strategiami ochrony atmosfery uwzględnianymi w strategiach rozwoju gospodarczego kraju.

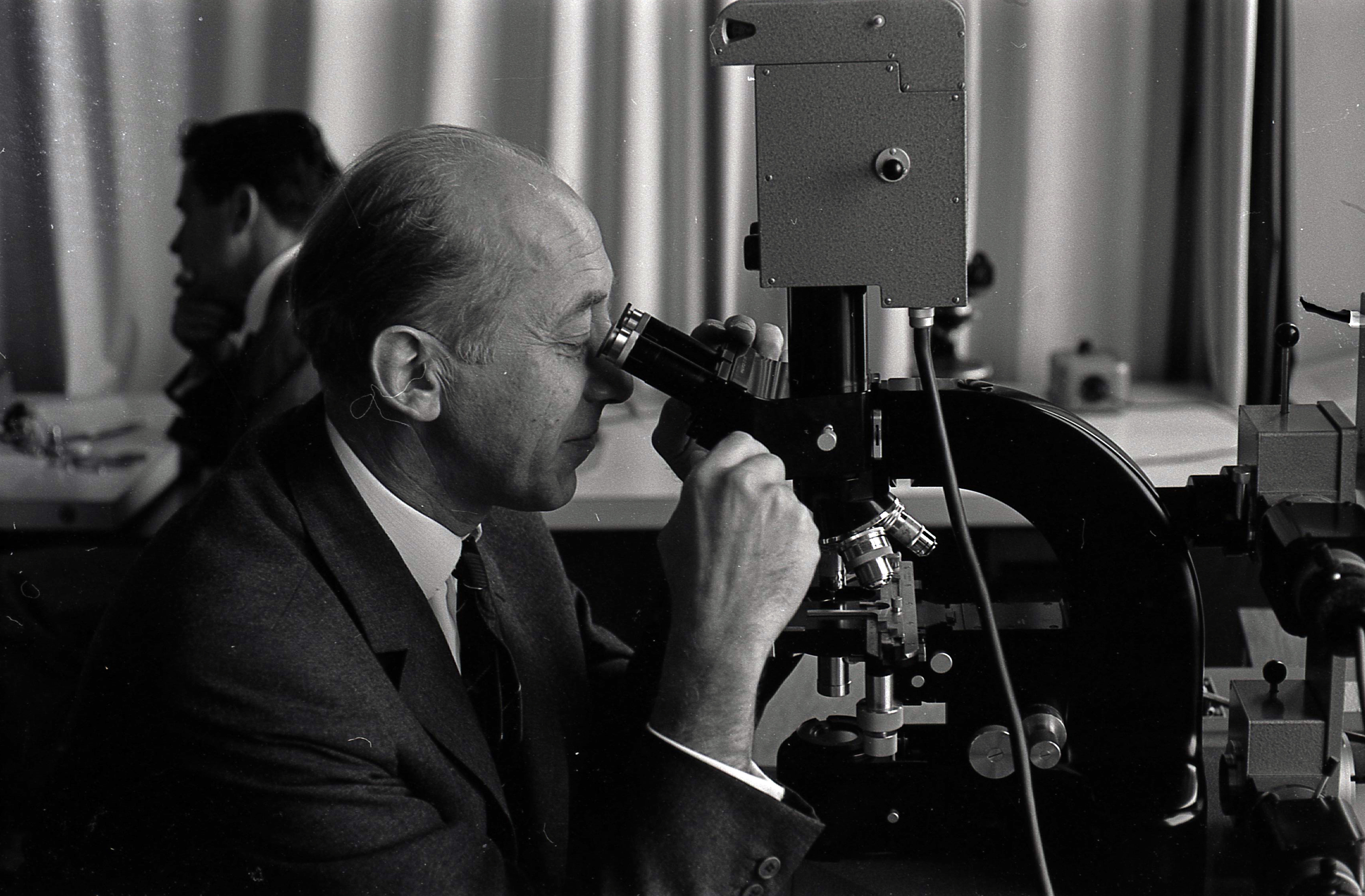
Jan Juda w laboratorium

Był członkiem wielu organizacji naukowych krajowych i międzynarodowych, w tym członkiem komitetów przy prezydium PAN: Problemów Energetyki oraz „Człowiek i Środowisko” (czł. prezydium), czł. Komitetów Naukowych PAN: Inżynierii Środowiska (przewodniczący, honorowy przewodniczący) oraz Gospodarki Wodnej i Surowcowej. Pełnił funkcję krajowego specjalisty do spraw zanieczyszczeń powietrza atmosferycznego przy Ministrze Zdrowia i Opieki Społecznej, zastępcy przewodniczącego Państwowej Rady Ochrony Środowiska, czł. Państwowej Rady ds. Gosp. Przestrzennej, czł. zespołu ekspertów Międzynarodowej Unii Wytwórców i Rozdzielników Energii Elektrycznej (UNIPEDE) w zakresie ochrony środowiska. Był współorganizatorem, wiceprzewodniczącym i wykładowcą Europejskiej Letniej Szkoły Ochrony Środowiska E4 – Ecole Européenne d’Eté d’Environnement E4 (wykłady we Francji, Szwajcarii, Włoszech i Belgii; 1974-1979). Był także członkiem organu sterującego Co-operative Programme for Monitoring and Evaluation of the Long-Range Transmission of Air Pollutants in Europe (EMEP). Był ekspertem WHO i konsultantem UNESCO w zakresie ochrony środowiska, rzeczoznawcą SIMP.
Autor i współautor ponad 100 publikacji w krajowych i zagranicznych czasopismach naukowych oraz 9 książek. Promotor 9 zakończonych przewodów doktorskich. Jego podręczniki: Badania pyłów i urządzeń odpylających (PWT 1959), Zanieczyszczenie atmosfery (z K. Budzińskim, WNT 1961), Pomiary zapylenia i technika odpylania (WNT 1968), Ochrona powietrza atmosferycznego (ze Stanisławem Chróścielem, PWN 1974) i Urządzenia odpylające (z M. Nowickim, PWN 1979, 1986) miały pionierski charakter oraz są do dziś kompendium wiedzy specjalistycznej.

## Wybrane publikacje
W dorobku publikacyjnym J. Judy znajdują się m.in.:
- Juda J., Medenbach K. (1959). Untersuchung von Finstäuben nach der λ Variationsmethode im Phasenkontrast, Zeitschrift für Wiessenschaftliche Mikroskopie, Nr 4, s. 577-594.
- Juda J. (1968). Planung und Auswertung von Messungen der Verunveinigungen in der Luft, Staub, t. 28 (5), s. 186-192.
- Juda J., Budziński K. (1961). Zanieczyszczenie atmosfery, WNT, Warszawa, s. 256.
- Juda J (1968). Pomiary zapylenia i technika odpylania, WNT, Warszawa, s. 612.
- Juda J., Chróściel St. (1974). Ochrona powietrza atmosferycznego, PWN, Warszawa, s. 448.
- Juda J., Nowicki M. (1986). Urządzenia odpylające, wyd. 2 poprawione, PWN, Warszawa, s. 333.

## Wyróżnienia i odznaczenia
- Złoty Krzyż Zasługi (1956),
- Krzyż Kawalerski Orderu Odrodzenia Polski (1976),
- Krzyż Oficerski Orderu Odrodzenia Polski (1994),
- Złoty Medal „Za zasługi dla obronności kraju” (1977),
- Złota Odznaka honorowa „Za Zasługi dla Ochrony Środowiska i Gospodarki Wodnej” (1986),
- Tytuł honorowy „Zasłużony Nauczyciel PRL” (1987),
- nagrody ministerialne za osiągnięcia dydaktyczno-wychowawcze (1988) oraz autorstwo wyróżniających się podręczników akademickich (1973, 1979, 1981)

## Życie prywatne
Żona – Janina Zawiślak-Judowa (ur. 1 lutego 1922, zm. 28 maja 1998), lekarz, specjalistka chirurgii, warszawianka; w czasie wojny żołnierz Polski Podziemnej (ps. „Nina”). W okresie okupacji uzyskała maturę na tajnych kompletach Liceum Matematyczno-Przyrodniczego Krystyny Malczewskiej w Warszawie, ukończyła Szkołę Pielęgniarską PCK i pierwszy rok medycyny na tajnych kompletach Uniwersytetu Warszawskiego. Łączniczka i sanitariuszka AK, instruktorka sanitarna (prowadziła kursy dla sanitariuszek AK), uczestniczka Powstania Warszawskiego w batalionie szturmowym Odwet II. Wypędzona z Warszawy wraz z ludnością cywilną, znalazła się w obozie Dulag 121 w Pruszkowie, gdzie pracowała jako dyplomowana pielęgniarka w ekipie polskiej obozowej służby zdrowia. Ułatwiła wielu warszawiakom, w tym powstańcom, uwolnienie z obozu. W lutym 1945 pojechała z ochotniczą ekipą lekarsko-pielęgniarską utworzoną w Krakowie do Oświęcimia, gdzie pracowała w zorganizowanym przez tę ekipę szpitalu PCK dla wyzwolonych więźniów KL Auschwitz. Po wojnie ukończyła studia medyczne na Wydziale Lekarskim Uniwersytetu Jagiellońskiego i wróciła do Warszawy. Przez następnych 30 lat pracowała jako chirurg; początkowo w Instytucie Hematologii, a następnie w Szpitalu Czerniakowskim. Odznaczona Krzyżem Armii Krajowej, Warszawskim Krzyżem Powstańczym i odznaką honorową „Za Zasługi dla Warszawy”.
Dzieci: Paweł, absolwent Wydziału Mechanicznego Energetyki i Lotnictwa Politechniki Warszawskiej oraz Katarzyna Juda-Rezler, prof. dr hab. inż., kontynuatorka prac ojca, kierownik Zespołu Ochrony Atmosfery w Katedrze Ochrony i Kształtowania Środowiska Politechniki Warszawskiej.